# Cugliate-Fabiasco
Cugliate-Fabiasco (Cüjaa in dialetto varesotto) è un comune italiano di 3 103 abitanti sito nella provincia di Varese, Lombardia. L'altitudine ufficiale è 516 m s.l.m. misurata presso la chiesa parrocchiale di S. Giulio. Il territorio del comune si estende dai 435 m s.l.m. del fondovalle verso l'abitato di Ghirla, fin ai 1100 m s.l.m. sotto la vetta del Monte Piambello che dà il nome all'omonima Comunità Montana della quale Cugliate fa parte. I suoi abitanti sono chiamati cugliatesi o fabiaschesi.

## Geografia fisica

### Clima
Definito dalla classificazione climatica nazionale in zona "E" (in una suddivisione dove si va dalla zona "A" alla "F")* con 2759 Gradi Giorno, il clima della Valmarchirolo, ove è situato il comune di Cugliate-Fabiasco, e della vicina e confinante Valganna, si inserisce in un microclima particolare, caratterizzato in passato da inverni rigidi e nevosi e da estati non particolarmente calde. Negli ultimi anni gli effetti del riscaldamento globale si sono manifestati anche nelle valli. Gli inverni sono tendenzialmente meno rigidi e nevosi, e le ultime estati hanno mostrato periodi cosiddetti tropicali con temperature oltre i 30 °C. La nevosità della stazione di Cugliate-Fabiasco, frutto di oltre quarant'anni di osservazioni, è di circa 1 metro all'anno, ma anche qui con una tendenza ad una diminuzione delle quantità e degli episodi nevosi che, fino agli anni Novanta del secolo scorso, erano più abbondanti.
(*Nella classificazione dei climi nazionali si legga zona "A" come clima mediterraneo e zona "F" come clima alpino. Suddivisione introdotta nel 1993 per definire il periodo di accensione degli impianti di riscaldamento. Per esempio, appunto, Cugliate Fabiasco in zona "E" può accendere i riscaldamenti dal 15 ottobre al 15 aprile, salvo situazioni meteorologiche eccezionali).

## Origini del nome
Il nome del paese è variato più volte nel tempo (Quiliate, Coliate, Quigliate, Quià, Culiate, Culliate, Cugliate) a causa della trasformazione in italiano dal dialetto “Cuja”.

## Storia
Cugliate e Fabiasco furono comuni autonomi, vennero soppressi nel 1928, assieme al comune di Marchirolo, e aggregati nel nuovo comune di Val Marchirolo  fino al 1955, quando fu ricostituito il comune di Marchirolo e ciò che rimaneva del comune di Val Marchirolo assunse la nuova denominazione di Cugliate-Fabiasco, con sede municipale in Cugliate . Cugliate, in epoca romana, era attraversato dalla Via Mediolanum-Bilitio, strada romana che metteva in comunicazione Mediolanum (Milano) con Luganum (Lugano) passando da Varisium (Varese). Nel territorio di Cugliate-Fabiasco si svolge una parte del sistema difensivo alla Frontiera Nord verso la Svizzera, noto come Linea Cadorna; in particolare ve ne sono tracce lungo l'itinerario 5 sul Monte la Nave e presso l'Alpe Manera.

### Simboli
Lo stemma e il gonfalone sono stati concessi con decreto del presidente della Repubblica del 24 aprile 1997.
Il gonfalone è un drappo troncato di rosso e di azzurro.

## Monumenti e luoghi d'interesse
Tra le architetture salienti di Cugliate Fabiasco si annoverano la chiesa parrocchiale di San Giulio (documentata già prima del XIII secolo, ma rimaneggiata in modo sostanziale tra Settecento e Ottocento) e la chiesa della Purificazione di Maria Vergine (di fattura seicentesca sul cui sagrato sorge il monumento ai Caduti).
Presso la chiesa di San Giulio sorge altresì il cimitero comunale, che l'8 marzo 1944 fu teatro della fucilazione di Pietro Pagliolico, già comandante del gruppo partigiano Ajas, operativo in Valle d'Aosta e decimato da un rastrellamento il 13 dicembre 1943. Pagliolico, su ordine del Comitato di Liberazione Nazionale di Casale Monferrato, stava cercando di raggiungere i gruppi combattenti attivi nel Luinese; preso in trappola nel suo nascondiglio a Cugliate il 7 marzo, verrà giustiziato l'indomani.

### Urbanistica
La struttura del paese è tipicamente medioevale con strade strette e abitazioni con la tipica forma di corte. Spicca tra gli edifici la Cà del Carlasc, che conserva le vestigia di un antico convento cinquecentesco, compreso un portale e affreschi del tardo Rinascimento.

## Società

### Evoluzione demografica
Cugliate
- 425 nel 1805
- annessione a Marchirolo nel 1809
- 706 nel 1853
- 795 nel 1861
- 961 nel 1881
- 888 nel 1901
- 1010 nel 1921
- annessione a Marchirolo nel 1928

Abitanti censiti

## Cultura

### Istruzione
L'istruzione comprende una scuola dell'infanzia e una scuola elementare.